# Ilustrowany Kurier Polski
Ilustrowany Kurier Polski – dziennik ogólnopolski wydawany w latach 1945–2003, organ Stronnictwa Pracy (1945–1950), później Stronnictwa Demokratycznego (1950–1991), w latach 90. ukazujący się tylko w regionie kujawsko-pomorskim.

## Historia
„Ilustrowany Kurier Polski” ukazywał się od 22 października 1945 roku jako organ Stronnictwa Pracy. Założycielami pisma była grupa lewicowych działaczy Stronnictwa Pracy, głównie Zygmunta Felczaka – prezesa Stronnictwa, wicewojewody pomorskiego. IKP wpisał się w program przedwojennego „Dziennika Bydgoskiego”, który od 1937 r. stanowił organ Stronnictwa Pracy i reprezentował przeważające w regionie wielkopolsko-pomorskim środowisko drobnomieszczańskie. Zarówno tytuł, jak i szata graficzna pisma świadomie nawiązywały do cieszącego się dużą popularnością, wydawanego w Krakowie, ogólnopolskiego „Ilustrowanego Kuriera Codziennego”.
IKP był gazetą codzienną warstw drobnomieszczańskich, a zwłaszcza rzemieślników i inteligencji pracującej, pozostającej dotąd na uboczu zainteresowań prasy partyjnej. Pismo powołano z ambicjami ogólnopolskimi, z oddziałami utworzonymi m.in. w Warszawie, Poznaniu, Szczecinie, Łodzi, Gdyni, Krakowie i Katowicach. Z racji pierwotnej przynależności do Stronnictwa Pracy, na łamach „Kuriera” często pojawiały się artykuły popularyzujące światopogląd katolicki. Z tych też pozycji gazeta wyrażała swe stanowisko wobec przemian zachodzących w Polsce.
Pismo oparto na doświadczonej kadrze dziennikarstwa bydgoskiego z okresu międzywojennego. Pierwsza siedziba redakcji mieściła się w budynku przy ul. Jagiellońskiej 17, a później przy ul. Focha 20 w Bydgoszczy. W początkowym okresie pismo współtworzyli m.in.: Adam Grzymała-Siedlecki, Stefan Haupe, Edmund Hejdak, Janina Kłodzińska, Józef Kołodziejczyk, Edmund Męclewski, Damazy Tilgner, Marian Turwid, Bernard Woźniewski, Krzysztof Boruń, a później dołączyli do nich m.in. Waleria Drygała, Lucjan Sawicki. Edward Łabentowicz, Tadeusz Stein, Felicja Zielińska, Stefan Pastuszewski i inni.
W latach 1945–1950 pismo miało duże osiągnięcia w publicystyce programującej proces zagospodarowywania ziem odzyskanych. Poświęcało także wiele uwagi rozwojowi rzemiosła i drobnej wytwórczości prywatnej oraz aktywności małych miasteczek. Począwszy od 1948 roku prezentowano na łamach IKP coraz więcej publikacji politycznych o akcentach ideologicznych i propagandowych.
Po rozwiązaniu Stronnictwa Pracy i utworzeniu Stronnictwa Demokratycznego w 1950 roku „Ilustrowany Kurier Polski” stał się jego najstarszym pismem, koncentrując odtąd swą uwagę na tematyce wchodzącej w zakres programowych zainteresowań SD, tj. usług, rzemiosła, ochrony zdrowia, oświaty i kultury. Od 1957 r. wydawcą IKP było Wydawnictwo „Epoka” w Warszawie podlegające Prezydium Centralnego Komitetu SD.
W 1956 roku rozpoczęto wydawanie mutacji „Ilustrowanego Kuriera Uniwersyteckiego”, przemianowanego później na „Akademicki”, a jego redagowaniem zajęło się kolegium, składające się z przedstawicieli wyższych uczelni Bydgoszczy, Gdańska, Olsztyna, Poznania i Torunia. Począwszy od 1958 r. pod patronatem IKP powstało kilkanaście klubów partyjnych SD w miastach województw: bydgoskiego, poznańskiego, gdańskiego i koszalińskiego, w których popularyzowano tematykę Stronnictwa Demokratycznego.
W latach 60. IKP ograniczył kolportaż do regionu Kujaw, Pomorza i Wielkopolski. Posiadał wówczas oddziały w Poznaniu, Gdańsku i Koszalinie oraz lokalne mutacje w: Toruniu, Grudziądzu i Inowrocławiu. Redakcja gazety prowadziła szereg akcji społecznych, m.in. odbudowy pomnika Henryka Sienkiewicza, założenia w Bydgoszczy ZOO, budowy sztucznego lodowiska, budowy ośrodka telewizyjnego, zbiórek na pomnik Jana Kasprowicza w Inowrocławiu itp. Ze składek czytelników wybudowano w 1960 r. tzw. Szkołę Tysiąclecia w Kruszwicy, którą uroczyście otworzył przewodniczący Rady Państwa Aleksander Zawadzki. Dziennikarze IKP organizowali również masowe imprezy sportowe. W „Kurierze” redagowano specjalistyczne działy i rubryki, m.in.: „Higiena i zdrowie”, „Film i scena”, „Kultura i sztuka”, „Życie wsi polskiej”, „Rzemieślnik polski”, „Świat jest ciekawy” i inne. Od 1959 roku zagadnienia kulturalne zamieszczano w kolumnie „Literatura-plastyka-teatr-muzyka”, redagowanej przez Jana Piechockiego.
W 1984 r. „Ilustrowany Kurier Polski” ukazywał się w nakładzie 100 tysięcy egzemplarzy, a zespół redakcyjny liczył 27 dziennikarzy. Pismo posiadało oddziały w Grudziądzu, Inowrocławiu, Pile, Poznaniu i Włocławku, stałych współpracowników w Warszawie, Koszalinie i Gdańsku oraz 100 korespondentów terenowych. IKP kolportowany był w centralnej i północnej części kraju. Ukazywało się 6 mutacji terenowych: Wielkopolska, Pilskie, Grudziądz, Inowrocław, Toruńskie i Włocławskie. Na początku lat 90. Ilustrowany Kurier Polski ukazywał się już tylko w województwie bydgoskim i większych ośrodkach włocławskiego i toruńskiego.
W 1991 r. celem wzmocnienia słabnącej kondycji gazety, wydawanie pisma oparto na kapitale zagranicznym. Większościowym (51%) udziałowcem stała spółka „Pol-Tech” z Hanoweru. Od lutego 1994 roku wydawcą pisma było Stowarzyszenie Dziennikarzy i Wydawców „Kurier Press”, a krótko potem „Kurier Press” S.A. W połowie lat 90. siedziba redakcji przeniosła się do budynku Prasowych Zakładów Graficznych przy ul. Kujawskiej. Po upadku spółki „Poltech”, w kolejnych latach właścicielami wydawnictwa były m.in. „spółka „Infor” oraz prywatni biznesmeni, m.in. związani z o. Tadeuszem Rydzykiem. Ponieważ w tym czasie nie były płacone składki do ZUS-u wielu dziennikarzy dochodziło swych praw na drodze sądowej  W 2002 r. pismo kupiła spółka Polska Prasa Lokalna, będąca własnością giełdowej spółki 4Media S.A. Nowy właściciel okazał się niesolidnym partnerem, nie płacącym dziennikarzom, ani drukarniom. Siedzibę redakcji przeniesiono do wynajętego mieszkania przy ul. Cieszkowskiego. Ostatni numer „Ilustrowanego Kuriera Polskiego”, już jako tygodnika ukazał się 3 stycznia 2003 r.

### IKP po 2003 roku
Ilustrowany Kurier Polski ukazywał się ponownie od 5 kwietnia 2012 roku jako tygodnik w nakładzie 10 000 egzemplarzy. Redakcja mieści się przy ul. Dworcowej 39/7 w Bydgoszczy. Ostatni numer datowany był 15–21 czerwca 2012 r.

## Redaktorzy naczelni
- Andrzej Kłyszyński (1945–1946)
- Andrzej Trela (1946–1950)
- Jan Zagierski (1951–1952)
- Witold Lassota (1953–1986)
- Stanisław Kwiatkowski (1986–1990)
- Marek Faściszewski (1990–1992)
- Marek K. Jankowiak (1992–1994)
- Andrzej Karnowski (1994–?)
- Andrzej Szmak
- Zbigniew Michalski[10]
- Krzysztof Derdowski (od 2000 r. do I 2003 r.)